# Campionato del mondo di calcio da tavolo 2004 - Categoria open

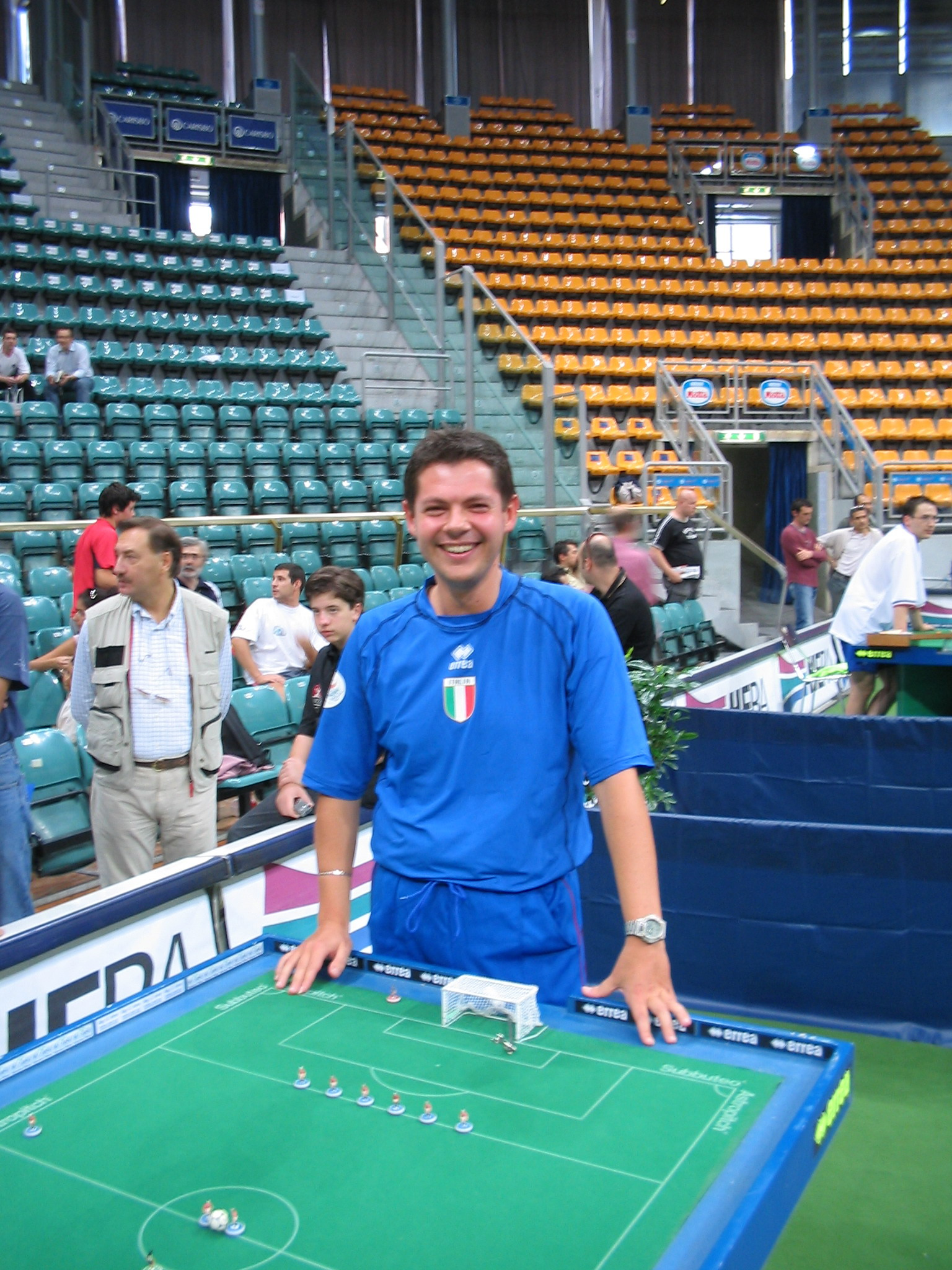
Il campione del Mondo Open Giancarlo Giulianini

Il Campionato del Mondo di Calcio da tavolo di Bologna in Italia.
Fasi di qualificazione ed eliminazione diretta della Categoria Open (18 settembre).
Per la classifica finale vedi Classifica.
Per le qualificazioni delle altre categorie:
- squadre Open
- individuale Under19
- squadre Under19
- individuale Under15
- squadre Under15
- individuale Veterans
- squadre Veterans
- individuale Femminile
- squadre Femminile

## Girone 1
- Massimiliano Nastasi  -  Roland Popp 7–0
- Joseph Mifsud  -  Roland Popp 1–1
- Massimiliano Nastasi  -  Joseph Mifsud 3-0

## Girone 2
- Eric Verhagen  -  João Pereira 2-0
- Cédric Garnier  -  João Pereira 1-2
- Eric Verhagen  -  Cédric Garnier 1-1

## Girone 3
- Stefano De Francesco  -  Andrea Lampis 6-0
- Jesper Nielsen  -  Andrea Lampis 0-3
- Stefano De Francesco  -  Jesper Nielsen 7-0

## Girone 4
- Massimo Bolognino  -  David Lauder 7-0
- Filipe Maia  -  David Lauder 9-0
- Massimo Bolognino  -  Filipe Maia 2-0

## Girone 5
- Alain Hanotiaux  -  Wolfgang Leitner 4-1
- Raul Benita  -  Wolfgang Leitner 1-0
- Alain Hanotiaux  -  Raul Benita 6-0

## Girone 6
- Antonio Mettivieri  -  Massimo Conturso 5-0
- Sandro Salice  -  Massimo Conturso 3-1
- Antonio Mettivieri  -  Sandro Salice 3-0

## Girone 7
- Gil Delogne  -  David Lazzari 3-0
- José Leon  -  David Lazzari 3-0
- Gil Delogne  -  José Leon 2-1

## Girone 8
- Vasco Guimaraes  -  Hansel Mallia 3-0
- Maikel de Haas  -  Hansel Mallia 1-0
- Vasco Guimaraes  -  Maikel de Haas 5-0

## Girone 9
- Nikos Beis  -  Charles Aquilina 4-1
- Carlos Flores  -  Charles Aquilina 1-0
- Nikos Beis  -  Carlos Flores 2-1

## Girone 10
- Karl-Heinz Haider  -  Mike Benkhart 2-1
- Darren Clark  -  Mike Benkhart 9-0
- Karl-Heinz Haider  -  Darren Clark 2-0

## Girone 11
- Giorgos Koutis  -  Martin Evans 6-0
- Phil Redman  -  Martin Evans 7-0
- Giorgos Koutis  -  Phil Redman 2-1

## Girone 12
- Christos Rikos  -  Shorab Jadunandan 2-1
- Manfred Pawlica  -  Shorab Jadunandan 2-0
- Christos Rikos  -  Manfred Pawlica 4-0

## Girone 13
- Giancarlo Giulianini  -  Hervé Klein 3-0
- Robbert Thoen  -  Hervé Klein 1-1
- Giancarlo Giulianini  -  Robbert Thoen 1-1

## Girone 14
- Robert Lenz  -  David Ruelle 4-3
- Chris Short  -  David Ruelle 1-1
- Robert Lenz  -  Chris Short 3-3

## Girone 15
- Valéry Dejardin  -  Marcus Tilgner 6-0
- Erich Hinkelmann  -  Marcus Tilgner 7-2
- Valéry Dejardin  -  Erich Hinkelmann 2-0

## Girone 16
- Vito Di Ruggiero  -  Chris Thomas 3-0
- Nicolas Wlodarczyk  -  Chris Thomas 3-0
- Vito Di Ruggiero  -  Nicolas Wlodarczyk 2-2

## Sedicesimi di Finale
- Massimiliano Nastasi  -  Erich Hinkelmann 3-2
- Vito Di Ruggiero  -  João Pereira 0-2
- Nikos Beis  -  José Leon 3-1
- Vasco Guimaraes  -  Darren Clark 4-3
- Alain Hanotiaux  -  Phil Redman 3-1
- Christos Rikos  -  Sandro Salice 2-0
- Giancarlo Giulianini  -  Andrea Lampis 6-0
- Massimo Bolognino  -  Chris Short 0-0* d.c.p.
- Stefano De Francesco  -  Robbert Thoen 2-0
- Filipe Maia  -  Robert Lenz 0-1
- Giorgos Koutis  -  Raúl Benita 2-1
- Manfred Pawlica  -  Antonio Mettivieri 1-3
- Gil Delogne  -  Carlos Flores 2-0
- Maikel de Haas  -  Karl-Heinz Haider 2-1
- Valéry Dejardin  -  Joseph Mifsud 1-0
- Nicolas Wlodarczyk  -  Eric Verhagen 1-2

## Ottavi di Finale
- Massimiliano Nastasi  -  João Pereira 2-1
- Nikos Beis  -  Vasco Guimaraes 0-3
- Alain Hanotiaux  -  Christos Rikos 2-0
- Giancarlo Giulianini  -  Chris Short 3-2
- Stefano De Francesco  -  Robert Lenz 3-2
- Giorgos Koutis  -  Antonio Mettivieri 1-0
- Gil Delogne  -  Maikel de Haas 3-1
- Valéry Dejardin  -  Eric Verhagen 0-1

## Quarti di Finale
- Massimiliano Nastasi  -  Vasco Guimaraes 5-3
- Alain Hanotiaux  -  Giancarlo Giulianini 2-3
- Stefano De Francesco  -  Giorgos Koutis 1-0
- Gil Delogne  -  Eric Verhagen 2-3

## Semifinali
- Massimiliano Nastasi  -  Giancarlo Giulianini 0-1 d.t.s.
- Stefano De Francesco  -  Eric Verhagen 0-1 d.t.s.

## Finale
- Giancarlo Giulianini  -  Eric Verhagen 2-1 d.t.s.